# Morainvilliers
 Morainvilliers  es una población y comuna francesa, en la región de Isla de Francia, departamento de Yvelines, en el distrito de Saint-Germain-en-Laye y cantón de Poissy-Sud.

## Demografía
| 994 | 1019 | 1286 | 1428 | 1614 | 2193 |
| Para los censos de 1962 a 1999 la población legal corresponde a la población sin duplicidades (Fuente: INSEE [Consultar]) |      |      |      |      |      |